# Ликвефакција тла
Ликвефакција тла је појава промене механичких особина тла услед натапања, при чему оно губи чврстоћу и постаје течно. Ликвефакција настаје услед смањења смичућег напона између честица тла. Ово смањење може бити изазвано кретањем подземне воде навише, што је карактеристично код појава живог песка или повећаног порног притиска изазваног потресима тла (земљотрес). Обично се јавља у добро сортираним невезаним седиментима - песку, какав је онај холоценске старости, засићеним водом и дебљине не мање од метарске. Овакве наслаге се често јављају поред река, то су плаже, дине, а може се јавити и у теренима који граде лес и песак.
Иако је ова појава одавно позната, поготово њено негативно дејство, када тло потпуно губи носивост, тек је 1964. након земљотреса у Нигати, Јапану и Аљасци уочено њено разорно дејство од стране сеизмолога и грађевинских инжењера.